# Le Bon Samaritain (Blacklist)
Pour les articles homonymes, voir Le Bon Samaritain (homonymie).
Le Bon Samaritain (The Good Samaritan (No. 106)) est le onzième épisode de la première saison de la série Blacklist, diffusée pour la première fois le 13 janvier 2014 sur NBC.

## Résumé
En fuite après l'incident du bureau de poste, Reddington mène sa propre enquête pour traquer ceux qui l'ont trahi. Toute l'unité spéciale du FBI fait l'objet d'une enquête des affaires internes afin de trouver la taupe. Initialement soupçonné, Aram est finalement mis hors de cause par Reddington lui-même. Pendant ce temps, l'équipe est chargé de retrouver un tueur en série surnommé le « bon samaritain » (Frank Whaley), que Liz avait traqué avant d'intégrer l'unité spéciale, qui refait surface. Autorisée par Cooper de s'occuper de ce cas, sachant que Reddington pourrait l'aider, Elizabeth découvre que le lien entre les victimes est qu'elles ont maltraitées un membre de leur famille et que le tueur pourrait avoir été victime d'abus. La piste du tueur les mène à un infirmier, Karl Hoffman, qui est abattu par Liz, alors qu'il s'apprêtait à faire une nouvelle victime, George, qui tabasse son épouse. Reddington, quant à lui découvre qu'un financier du nom de Kruger est celui qui a rejeté la faute sur Aram et le force après l'avoir blessé à lui donner un nom, il identifié Newton Phillips, qui est en fait l'aide de Red. À l'hôpital, Liz va voir George et lui promet que s'il essaie encore de faire du mal à son épouse, elle finira ce que Hoffman a commencé.
Red confronte Phillips, qui s'avère être la taupe, avant de le tuer en l'étouffant. Red rend alors visite à Elizabeth pour lui dire que «sa maison est propre» maintenant, mais la sienne, le FBI, ne l'est pas, qu'il y a une autre taupe à l'intérieur de l'unité.

## Diffusion et accueil

### Audiences
Le Bon Samaritain est diffusé aux États-Unis sur NBC le 13 janvier 2014 à 22h00. L'épisode a obtenu un taux de 2,5/7 sur l'échelle de Nielsen avec 9,35 millions de téléspectateurs, ce qui en fait l'émission la mieux notée dans son créneau horaire et la onzième émission télévisée la plus regardée de la semaine.
En France, l'épisode est diffusé à la suite du précédent en première partie de soirée le 17 septembre 2014 sur TF1 et a été vu par 4,8 millions de téléspectateurs, soit un taux d'audience de 21,3%.

### Réception critique
Jason Evans du Wall Street Journal a salué la performance de James Spader en tant que Raymond Reddington, déclarant: « C'était un autre tour de force de James Spader, il s'amuse tellement à jouer Red et nous avons vu beaucoup de mauvais en Red ce soir ». Cependant, il a dit que « l'histoire du Samaritain était un peu bâilleur » et a pensé « cela n'a pas eu d'importance à l'intrigue globale ».
Jodi Walker de Entertainment Weekly a donné une critique mitigée de l'épisode, déclarant: « The Blacklist est peut-être un peu exagérée, et il se peut que ce soit juste une vitrine pour un grand acteur, mais je continue d'être impressionné par sa capacité à équilibrer un mystère sérialisé et une mythologie avec des histoires narratives et des arcs narratifs d'une semaine à l'autre ».